# Шапков Валентин Миколайович
Валентин Миколайович Шапков — український кінооператор. Був членом Спілки кінематографістів України.
Народився 28 квітня 1932 року в Донецьку. Помер 1995 року Закінчив Сімферопольський державний університет (1978). Працював оператором Донецької та Кримської студій телебачення й на Центральному телебаченні. З 1979 року працював оператором «Укртелефільму».

## Фільмографія
Зняв стрічки:
- «Перекоп» (1969),
- «Кримські мандрівки» (1971),
- «Біла дача»,
- «Гурзуф»,
- «Сімферополь» (1972),
- «Репортаж про молоко» (1973),
- «Літо в Ішуні» (1974),
- «Лісова рапсодія» (1976),
- «Лоза материнська» (1976),
- «Донбас від світанку до заходу» (1977),
- «Асканійський меридіан» (1980),
- «Великий каньйон» (1980),
- «Я чекаю своєї зустрічі» (1981),
- «Барви року» (1981) та ін.